# 富山大学前停留場
富山大学前停留場（とやまだいがくまえていりゅうじょう）は、富山県富山市五福にある、富山地方鉄道富山軌道線（呉羽線）の停留場。
呉羽線の終点である。駅番号はC22。

## 概要
富山県道44号富山高岡線上の併用軌道に設置されている。
2012年（平成24年）3月24日、2代目となる富山大橋開通に伴い当駅まで軌道が複線化されたが、停留所直前にポイントがありホームは今まで通り単線となる。またホームを広げ上屋が設けられるなどの改良工事が行なわれ同日供用を開始した。また工事期間中は停留場手前に仮設ホームを設置していた。
富山大学前電停は富山大学正門より300 m手前に位置しているため、大学関係者からは不便性を指摘する声が挙がっていた。そのため富山大学では延伸を要望しており、大学前電停から西に県営富山野球場や県営陸上競技場を回り込む形で五福スポーツ広場まで約1 kmの延伸構想も示している。延伸構想に対し、運行事業者である富山地鉄は延伸費用を負担しないことなどを条件としながらも延伸に前向きな姿勢を示している。

## 歴史
- 1954年（昭和29年）3月20日：呉羽線休止区間のうち一部（新富山駅前 - 五福間）が営業再開。五福停留場を（旧）大学前停留場、県立富山工業学校前停留場を移設した上で工業高校前停留場とし、両停留場の間に球場前停留場を新設[2] 。
- 1969年（昭和44年）10月1日：球場前 - （旧）大学前間廃止し、大学前停留場に改称[3]。
- 2012年（平成24年）3月24日：ホームの改良、上屋を設置し供用開始。
- 2014年（平成26年）
  - 4月24日：歩道橋を閉鎖し、横断歩道新設工事が開始される。
  - 6月：ホームへのアクセスとして押しボタン付き横断歩道が供用開始。
- 2020年（令和2年）3月21日：富山大学前停留場に改称[4]。

## 停留場構造
単式ホーム1面1線の地上駅。上屋が設けられており歩道とホームは横断歩道橋で繋がっていたが、撤去され代替として押しボタン付き横断歩道が設置された。

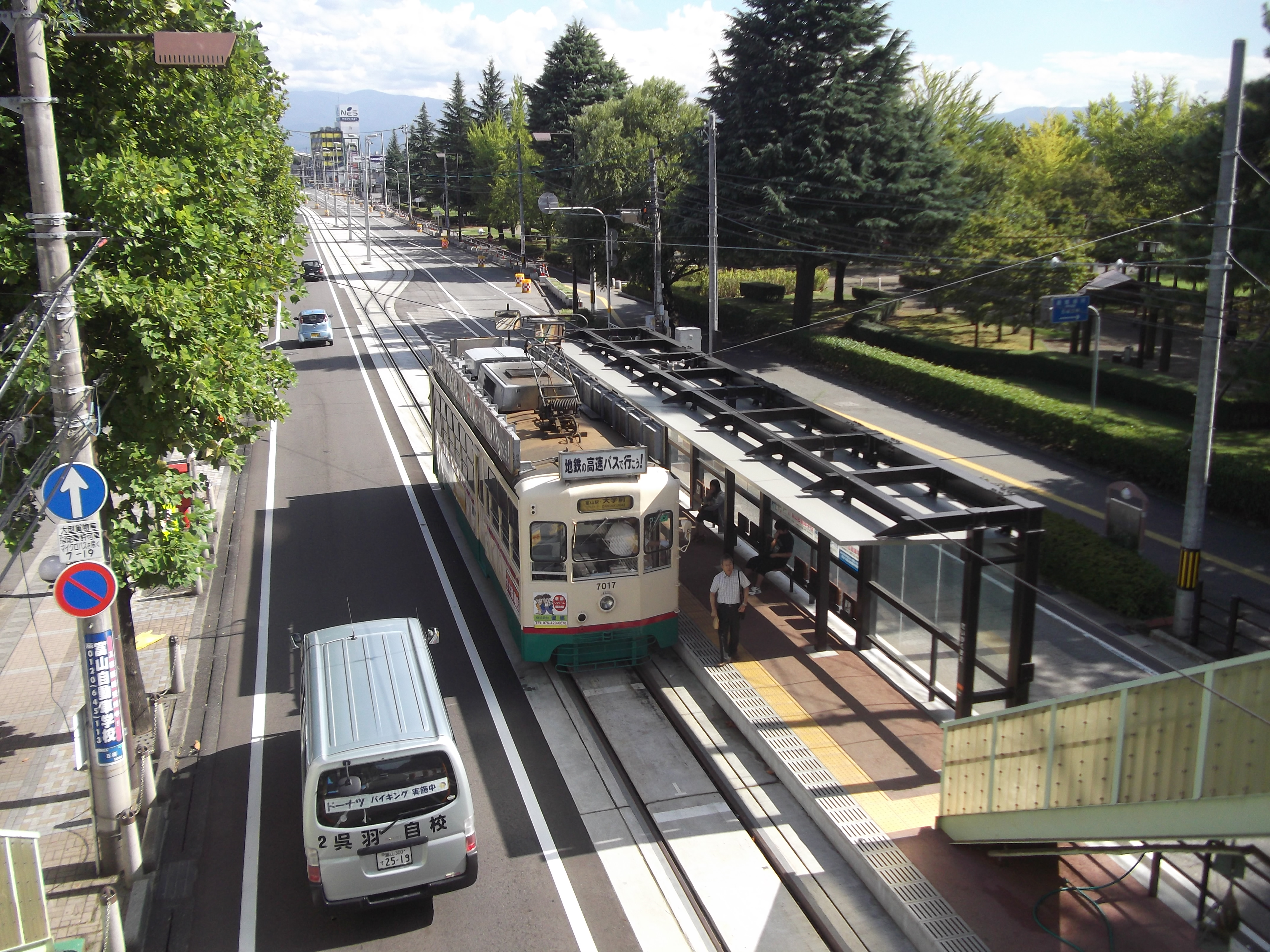
停留場全景（2012年9月、歩道橋から）
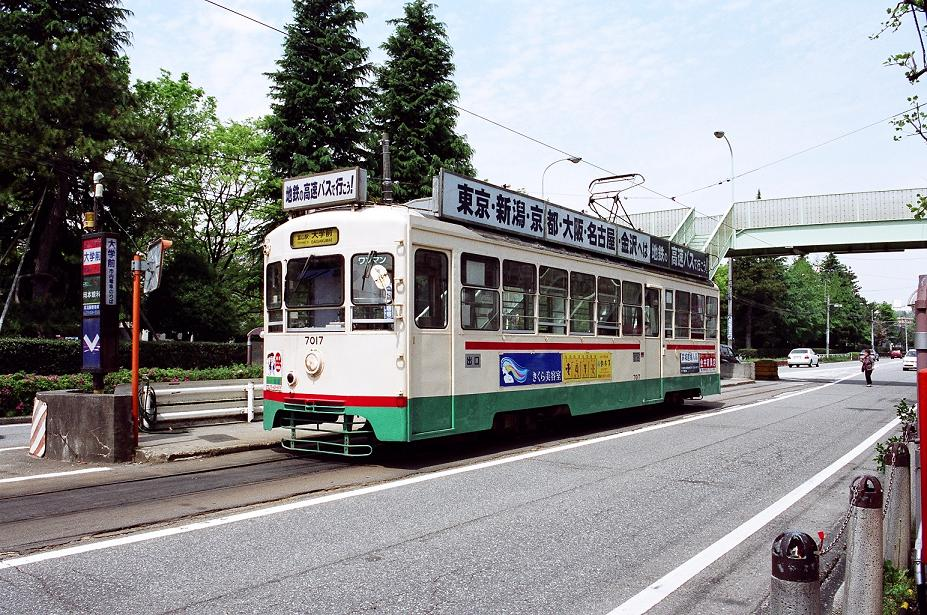
停留場全景（2012年9月、歩道橋撤去前）

## 利用状況
近年の1日平均乗降人員は以下の通り。
| 年度   | 1日平均 乗降人員 |
| ------ | ---------------- |
| 2011年 | 2,007            |
| 2012年 | 1,975            |
| 2013年 | 1,909            |
| 2014年 | 2,147            |
| 2015年 | 2,163            |
| 2016年 | 2,440            |
| 2017年 | 2,273            |
| 2018年 | 2,653            |
| 2019年 | 2,743            |
| 2020年 | 1,633            |
| 2021年 | 2,835            |

## 停留場周辺

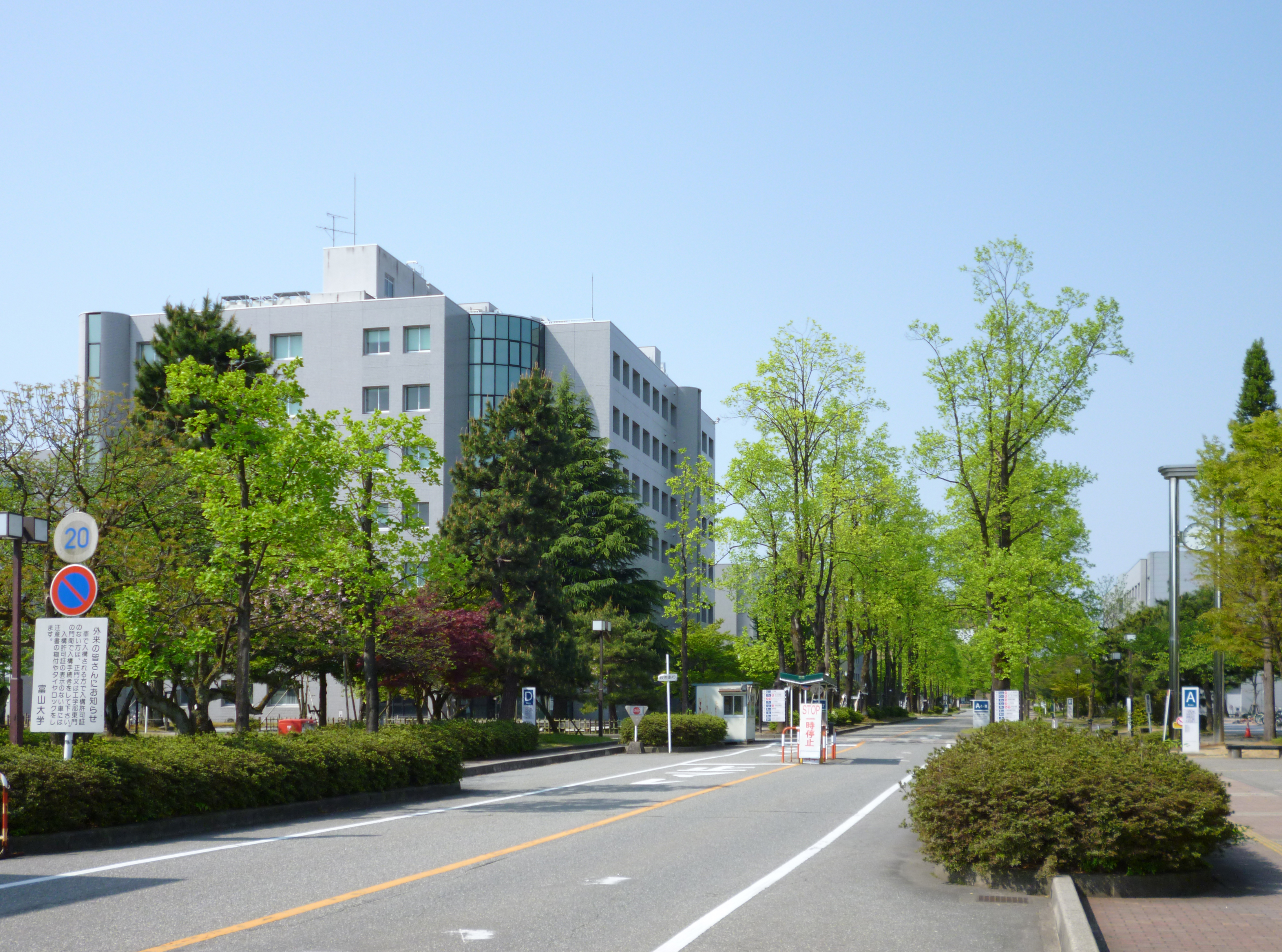
富山大学五福キャンパス
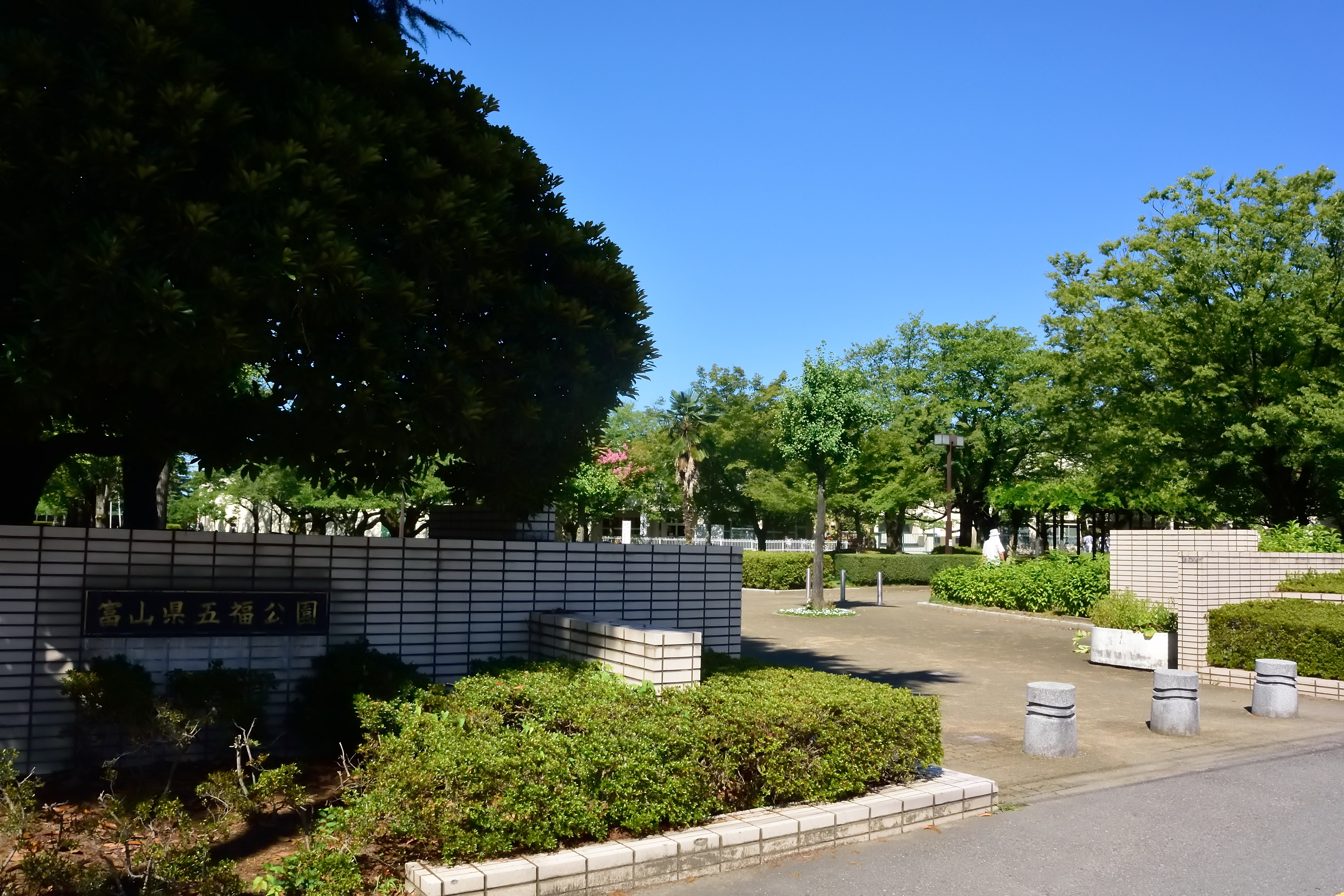
富山県五福公園
  - 県営富山野球場
  - 富山県五福公園陸上競技場
- 富山県立富山工業高等学校
- 北陸銀行五福支店
- 五福地区センター

- 富山大学五福キャンパス
- 富山県五福公園（入口）

## 隣の停留場
富山地方鉄道
富山軌道線（呉羽線）
トヨタモビリティ富山 Gスクエア五福前（五福末広町）停留場 (C21) - 富山大学前停留場 (C22) - （1969年廃止） - （旧）大学前停留場